# Palm Jumeirah
 (février 2022).
Si vous disposez d'ouvrages ou d'articles de référence ou si vous connaissez des sites web de qualité traitant du thème abordé ici, merci de compléter l'article en donnant les références utiles à sa vérifiabilité et en les liant à la section « Notes et références ».
Palm Jumeirah est un archipel artificiel des Émirats arabes unis baigné par le golfe Persique. Il a la forme d'un palmier constituée d'un tronc et seize palmes entourés d'un croissant de onze kilomètres de long qui délimite un lagon. L'archipel fait environ cinq kilomètres de diamètre. Son maître d'œuvre est Nakheel Properties.

## Description

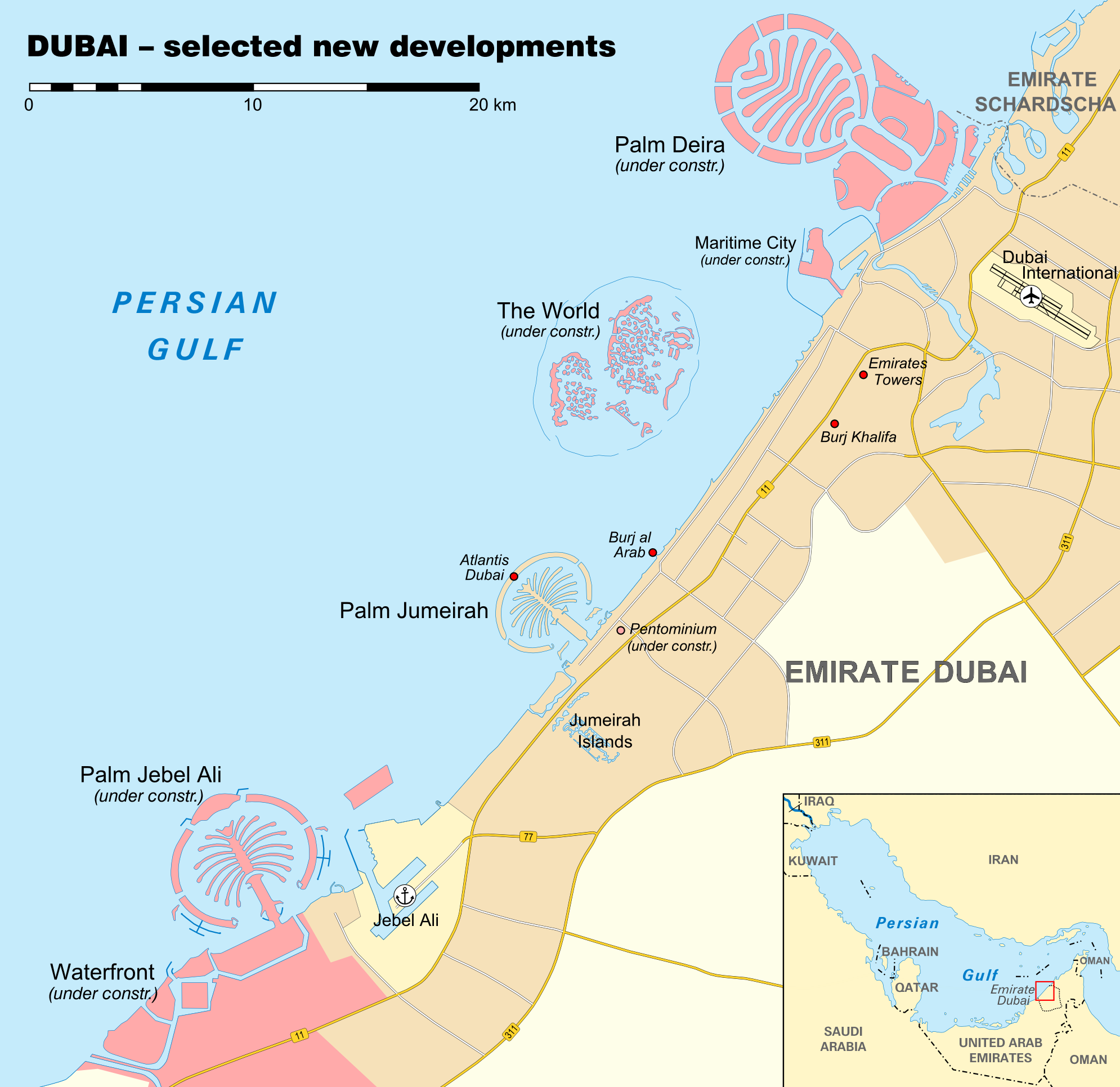
Archipels de Dubaï.

Palm Jumeirah est le plus petit des trois palmiers des Palm Islands. Il est situé au niveau du quartier de Jumeirah qui comptent déjà l'hôtel Burj al-Arab, l'hôtel Jumeirah Beach et l'hôtel Atlantis The Palm. Il est conçu principalement pour l'habitat privé et touristique.
Le tronc qui mesure deux kilomètres de long est relié au continent par le Gateway Bridge. Il accueille un monorail en son centre, ainsi que des voies rapides sur les côtés. Il devait aussi être traversé par un réseau de canaux sur tout sa longueur, mais celui-ci n'a pas été mis en œuvre. Sur son côté Est se trouveront 2 500 appartements tandis que le côté Ouest abritera 25 hôtels, des commerces, restaurants, etc. Au centre du tronc devaient s'élever deux tours jumelles se rejoignant, mais elles furent annulées. Un centre commercial, Le Nakheel mall est en construction. À l'extrémité du tronc se trouveront des marinas (1 500 places au total) et l'accès aux palmes.
Dans les seize palmes se trouvent 1 350 villas privées de luxe de trois types (Signature Villas, Garden Homes et Canal Cove Town Homes) abritant 8 000 habitants.
Le croissant, long de onze kilomètres, est composé de trois îles courbées. L'île centrale, la plus grande, est reliée à l'extrémité du palmier par un tunnel sous-marin. Ce croissant accueille des palaces et des hôtels de luxe, comme l'hôtel Atlantis The Palm, qui a ouvert le 24 septembre 2008 et qui compte 1 500 chambres.

## Histoire
Sa construction a démarré en aout 2001 et devait être achevée en décembre 2007, plus d'un an après la date d'inauguration initiale, le retard étant dû à des modifications de conception, notamment le percement de deux passes dans le croissant. Les travaux ont pris fin en 2009.
Selon Le Monde, la fréquentation du site reste faible. L'eau des canaux est peu renouvelée, et la construction a tassé les fondations en sable . Selon le New York Times, la structure s'enfonce de 5 millimètres par an.
Parmi les habitants, on compte Mukesh Ambani, David Beckham ou encore Shahrukh Khan.
Le lieu gagne fortement en attractivité à la suite de la guerre en Ukraine ; de nombreux oligarques russes y ont en effet acquis une ou plusieurs villas depuis 2022. En 2024, sous la pression internationale, les autorités émiraties prennent des mesures visant à limiter les techniques de contournement des sanctions financières à l'encontre de la Russie, ce qui limite l'attractivité du pays pour les Russes fortunés.

## Faune
Pendant les saisons estivales, les méduses fréquentent les plages entourant le Palm. Début 2020, en raison de la réduction de l'activité humaine pendant la pandémie de COVID-19, une augmentation de la faune, comme les dauphins, autour du Palm Jumeirah a été observée.